# 三鷹市立第二中学校
三鷹市立第二中学校（みたかしりつだいにちゅうがっこう）は、東京都三鷹市の中学校である。

## 学校の教育目標
学習指導要領の趣旨及び学園の教育目標を踏まえ、生徒の人間としての調和のとれた育成を目指し、『時代を担う人間の育成をめざす』を核として、次の教育目標を定め、実践する。

## 学校沿革

### 学校沿革　創立関係
| 昭和28年2月28日  | 東京都三鷹市立第二中学校設立許可                               |
| 昭和28年4月1日   | 三鷹市立第二中学校開設、校章制定                               |
| 昭和28年5月20日  | 校舎完成、三鷹市立第一中学校より移転。                         |
| 昭和28年6月5日   | 開校式・落成式、開校記念日                                     |
| 昭和29年8月29日  | 南側校舎増築完成                                               |
| 昭和36年3月15日  | 体育館完成                                                     |
| 昭和36年5月15日  | 北側校舎増築完成                                               |
| 昭和44年10月10日 | プール完成                                                     |
| 昭和47年1月8日   | 鉄筋校舎 第一期工事完成                                        |
| 昭和48年10月30日 | 鉄筋校舎 第二期工事完成                                        |
| 昭和57年10月1日  | L.L.機器導入                                                   |
| 昭和59年4月1日   | 三鷹市立第七中学校開校により大沢地区が離れ、学級数が19となる。 |
| 平成3年8月30日   | 南校舎内装工事終了                                             |
| 平成5年8月24日   | 北校舎内装工事終了                                             |
| 平成5年8月31日   | 南校舎東西外壁工事終了                                         |
| 平成6年8月31日   | 南校舎外壁工事終了                                             |
| 平成7年12月4日   | 北校舎外壁工事終了                                             |
| 平成8年3月21日   | 柔道場改築                                                     |
| 平成11年8月31日  | 南校舎耐震工事終了                                             |
| 平成12年8月31日  | 北校舎耐震工事終了                                             |
| 平成13年1月31日  | 学校図書館完成                                                 |
| 平成13年3月31日  | 情緒学級用教室完成                                             |
| 平成20年3月15日  | 新体育館完成                                                   |

### 式典
| 昭和32年3月5日  | 校歌制定                   |
| 昭和36年6月5日  | 校旗制定                   |
| 昭和48年12月7日 | 校舎改築竣工記念           |
| 昭和62年4月1日  | 相談学級設置               |
| 平成元年9月1日  | 相談学級開校               |
| 平成3年12月1日  | コンピュータ室完成         |
| 平成4年2月1日   | シンボルツリー（赤松）制定 |
| 平成4年3月16日  | 校歌木彫レリーフ完成       |
| 平成18年4月5日  | にしみたか学園 開園式      |
| 平成20年3月15日 | 新体育館完成記念式         |

### 研究
| 平成元年2月14日  | 東京都公立中学校保健体育科研究奨励研究発表                |
| 平成9年2月4日    | 三鷹市教育課題研究開発指定校発表                          |
| 平成10年4月1日   | 三鷹市小中連携健全育成実施校 マルチメディアパソコン導入校 |
| 平成12年4月1日   | 三鷹市教育課題研究協力校                                  |
| 平成14年11月20日 | 三鷹市教育課題研究協力校研究発表                          |
| 平成15年4月1日   | 小・中連携教育研究奨励校                                  |
| 平成19年4月1日   | 三鷹市研究協力校                                          |
| 平成23年4月1日   | 東京都人権尊重教育推進校・三鷹市研究協力校                |

### 小中一貫教育
三鷹市立第二中学校は、三鷹市立井口小学校、三鷹市立第二小学校との三校で東京都で初の小中一貫教育をはじめた。

#### 引用元
http://www.mitaka-schools.jp/nichu-jhs/